# Ponte da Barbeita
A Ponte da Barbeita, também referida como Ponte sobre o Rio Mouro e Ponte medieval que atravessa o rio de Mouro, é uma ponte medieval que se situa na aldeia de Ponte de Mouro, e liga as freguesias de Barbeita e Ceivães, sobre o Rio Mouro, no município de Monção, Portugal.
A ponte sobre o rio Mouro é uma das mais impressionantes estruturas de passagem medievais, elevando-se a grande altura sobre um imponente maciço rochoso. A sua importância, no contexto das pontes históricas nacionais, não se deve à dimensão - uma vez que é constituída apenas por um arco -, nem por ser um marco estilístico ou evolutivo no âmbito da construção deste tipo de estruturas. Ao invés, ela impressiona, ainda hoje, pelo seu impacto cenográfico, mas também por ser uma notável obra de engenharia, factos que, conjugados, conferem-lhe um lugar importante na história da actividade pontística medieval no noroeste do país.
Monumento fundamental no Rio de Mouro, afluente do Minho pautado por azenhas ribeirinhas - hoje praticamente abandonadas - a Ponte da Barbeita (como também é localmente conhecida) impõe-se na paisagem actual da mesma forma que, em tempos romanos e medievais, marcou estas margens. É considerada parte do património arquitetónico do concelho.
A Ponte da Barbeita está classificada como Imóvel de Interesse Público desde 1961.

## História
Documentalmente, sabe-se que existia já pelo menos em 1386 uma ponte neste local. É que foi aqui que, nesse ano, se realizou o histórico encontro de D. João I com o duque de Lencastre, pretendente ao trono de Castela. Então se ajustou também o casamento do rei português com D. Filipa de Lencastre, filha do duque.
À semelhança de uma grande maioria de pontes, também esta é apontada como sendo, originalmente, romana, mas reformada num momento desconhecido da Baixa Idade Média. Na actualidade, são escassos os elementos que podemos atribuir a um período tão recuado, mas talvez grande parte da estrutura do arco, "constituído por blocos de granito de razoáveis dimensões" (PINTO, 1998, coord., p. 76) - em particular as suas secções inferiores -, possa datar dessa época. Também o perfil do vão, em volta perfeita, deve constituir um elemento do período romano, posteriormente mantido na reforma baixo-medieval, assim como grande parte do pavimento, à base de grandes lajes de talhe regular.
Mais elucidativos são os indícios da reforma executada pelos séculos XIII-XIV. O tabuleiro em cavalete de dupla rampa não horizontal, a integração de silhares de menor qualidade e formalmente heterogéneos, a pouca largura do tabuleiro, e o pavimento de acesso à ponte, com recurso a calçada de pedras de pequena dimensão, são os indicadores mais evidentes. Por outro lado, também o facto de a ponte apresentar uma ligeira curva pode ser uma característica medieval, encurtando-se, nessa altura, a largura da estrutura e dotando-a de um dinamismo tipológico que não é comum encontrar-se nas racionais obras romanas.
Se não existem, portanto, grandes dúvidas acerca da reformulação medieval da ponte, é extraordinariamente difícil identificar, com segurança, o momento em que foi executada. Aníbal Soares Ribeiro sugeriu os primeiros anos da década de 80 do século XIV (RIBEIRO, 1998, p. 175), uma vez que, em 1386, a ponte foi o local escolhido por D. João I e pelo seu futuro sogro, o duque de Lencastre, João de Gante, para celebrar o acordo entre o "novo" Portugal de Avis e a Inglaterra, de que resultou, por exemplo, o casamento entre o monarca nacional e D. Filipa de Lencastre. A verdade, porém, é que este facto é apenas indicativo e está longe de provar que a reformulação medieval tenha ocorrido nessa altura. Como uma grande maioria de pontes, por todo o país, o facto de serem estilisticamente incaracterísticas dificulta uma melhor contextualização cronológica.
A ponte velha que hoje se pode observar passou por obras em 1627, executadas por Amaro Francisco, por oitocentos e oitenta mil réis. Trata-se de uma construção em granito, de um só arco, com pavimento em cavalete.
Desconhecemos, por completo, a sua história ao longo da época moderna. Uma informação de 1627 dá conta da existência de obras pontuais, contratadas com o pedreiro Amaro Franco que, para as executar, recebeu 880$000 (DGEMN, on-line), mas nada nos esclarece acerca da natureza dos trabalhos então efectuados.
Só muito recentemente, em 1979, voltamos a ter indicações precisas acerca de obras na ponte. Nesta data, a Câmara Municipal de Monção promoveu um restauro pontual, limitando-se a consolidar parte da estrutura e a manter o pavimento e os acessos desimpedidos. Dezanove anos antes, a 1 de Dezembro de 1960, a mesma autarquia colocou uma placa comemorativa do encontro entre D. João I e o duque de Lencastre, iniciativa que se compreende no contexto das comemorações nacionalistas que percorreram grande parte do Estado Novo e que, neste caso, confirmou um elemento de memória colectiva para as gentes do concelho.
Actualmente existe uma Ponte Nova, construída pelo mestre Francisco Luis Barreiros entre 1795 e 1880, tendo sido inaugurada a 4 de junho de 1880. Entre outras obras do mesmo artista se contam o escadório e as estátuas que se podem apreciar na escadaria da Senhora da Peneda, que se designam, no sentido ascendente, por Fé, Esperança, Caridade e Glória e a Escultura humorística de Pedro Macau em Barbeita.